# Andrianampoinimerina
Andrianampoinimerina (1745 - 1810); fue el último rey de Merina, antes de la unificación de los cuatro reinos de Merina en un solo reino de Madagascar.

## Biografía
Andrianampoinimerina (cuyo nombre quiere decir "el rey en el corazón de Imerina") descendía de dos linajes reales. Fue el tercer hijo de Andriamiaramanjaka, Rey de Ikaloy y Anjafy en Merina y además Príncipe Zafimamy de Alahamadintany, unos territorios independientes política y culturalmente del reino de Merina. Su madre, la Princesa Ranavalonandriambelomasina, fue hermana de Andrianjafy (1770–1787), Rey de Avaradrano (en el norte de Imerina), quien hizo a su sobrino Andrianimpoinimerina Príncipe de Merina y su sucesor.
Fue rey hasta su muerte, en 1810, del Reino de Merina, una pequeña área en la meseta central de la isla, en los alrededores de Antananarivo. 

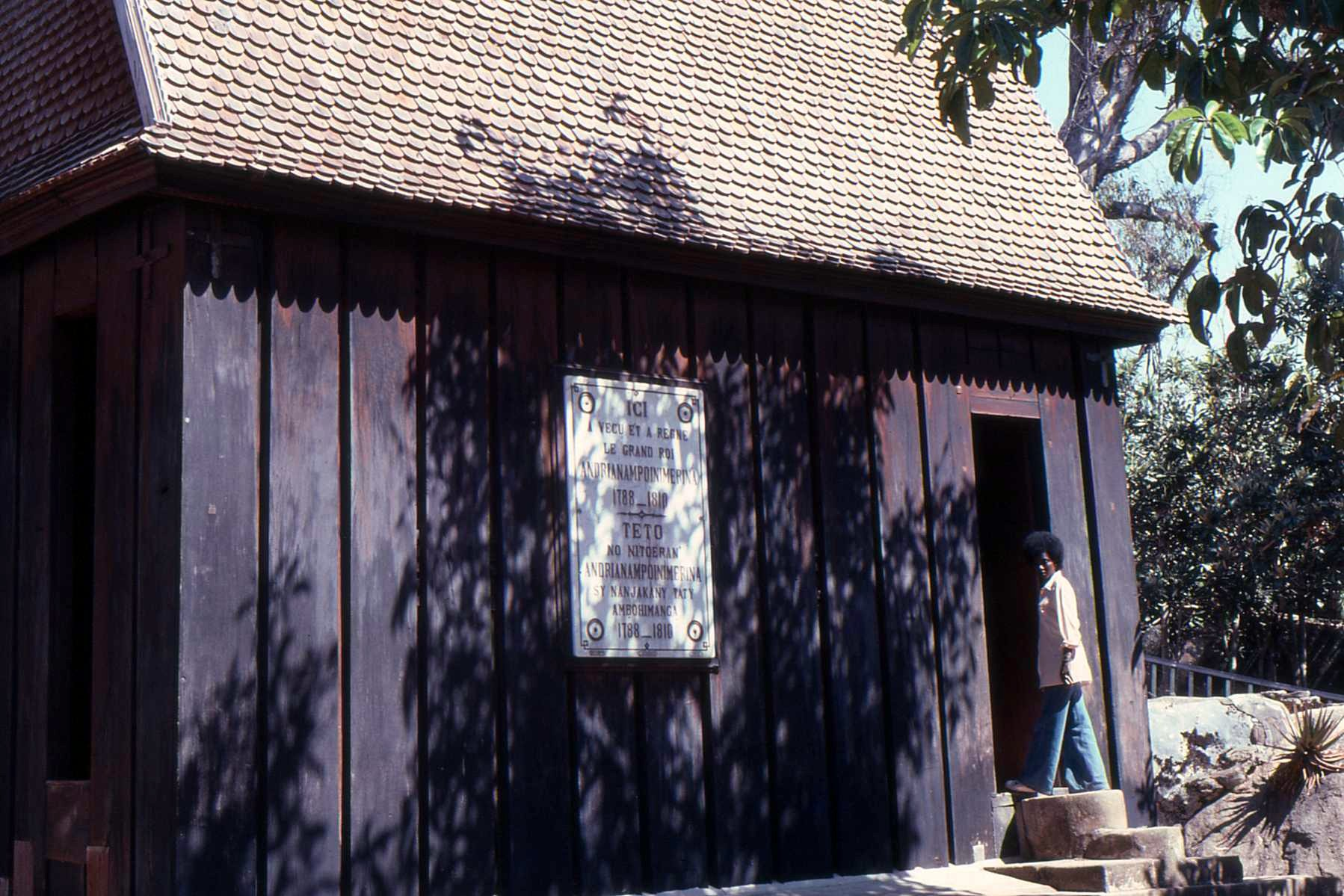
Casa del rey Andrianampoinimerina en Ambohimanga.

Durante su reinado, era de uso común el tráfico de esclavos. 
Andrianimpoinimerina fue sucedido por su hijo, el rey Radama I.